# Лидия Димковска
Лидия Димковска (на македонска литературна норма: Лидија Димковска) е поетеса, есеистка, преводачка и езиковедка от Северна Македония.

## Биография
Родена е в Скопие на 11 август 1971 година. Завършва обща и сравнителна книжовност във Филологическия факултет на Скопския университет, след което докторира румънска филология на Филологическия факултет в Букурещ, където работи като преподавател по „македонски език и литература“. Редактор е на отдела за поезия в електронното списание за култура и изкуство „Блесок“. Членка е на Дружество на писателите на Македония от 1995 година на Македонския ПЕН център.

## Творчество
- Рожби од исток (поезия, 1992)
- Огнот на буквите (поезия, 1994)
- Изгризани нокти (поезия, 1998)
- Нобел против Нобел (поезия, 2001)
- Скриена камера (роман, 2004)
- Резервен живот (роман, 2012) – награда за литература на Европейския съюз
- Црно на бело (поезия, „Или-Или“, 2016)

Съставителка е на антологията „Дваесет млади македонски поети“ (2000).
Носителка е на наградата „Студентски збор“ за най-добра дебютантска книга.